# Птица доброго Господа
«Пти́ца до́брого Го́спода» (англ. The Good Lord Bird) — американский исторический телесериал, экранизация одноимённого романа Джеймса Макбрайда с Итаном Хоуком, Бо Наппом и Мо Брингс Пленти в главных ролях. Вышел на экраны 4 октября 2020 года.

## Сюжет
Сериал представляет собой экранизацию одноимённого романа американского писателя Джеймса Макбрайда. Его действие происходит в 1850-е годы, накануне гражданской войны в США. Один из главных героев — аболиционист Джон Браун, который показан как безумец. Предысторию восстания Брауна зрители видят глазами чернокожего мальчика по прозвищу Онион («Луковка»), которого белые принимают за девочку.

## В ролях
- Итан Хоук — Джон Браун;
- Джошуа Калеб Джонсон — Онион;
- Эллар Колтрейн — Салмон Браун;
- Давид Диггз — Фредерик Дуглас;
- Мо Брингс Пленти — Оттава Джонс;
- Уайатт Рассел — Джеймс «Джеб» Стюарт
- Стив Зан — Чейс;
- Виктор Уильямс — извозчик Джим;
- Орландо Джонс — Хейворд Шеперд
- Зайнаб Джа — Гарриет Табмен
- Майя Хоук — Анна Браун

## Создание и восприятие
Премьера сериала изначально должна была состояться в 2020 году на канале Showtime. В августе 2019 года были подписаны контракты на право изображать в фильме Джеба Стюарта и Фредерика Дугласа. В сентябре того же года в Ричмонде начались съёмки. Премьера состоялась 4 октября 2020 года.
На сайте-агрегаторе отзывов Rotten Tomatoes рейтинг сериала составил 98 %, а средняя оценка — 8,5 из 10. Консенсус критиков сайта гласит: «Итан Хоук блистает в „Птице доброго Господа“, эпически непочтительной экранизации, которая оправдывает доверие к исходному материалу». На Metacritic сериал получил средневзвешенную оценку 84 из 100, что указывает на «всеобщее признание».
The New Yorker вскоре после премьеры опубликовал письмо в редакцию, написанное Марти Брауном, потомком Джона Брауна. Автор письма приветствует попытку донести историю Джона Брауна до более широкой аудитории, но отмечает, что его характеристика в сериале не соответствует действительности.

## Награды и номинации
| Премия                         | Категория                                                                 | Номинант                                                                                   | Результат |
| ------------------------------ | ------------------------------------------------------------------------- | ------------------------------------------------------------------------------------------ | --------- |
| «Золотой глобус»               | Лучшая мужская роль — мини-сериал или телефильм                           | Итан Хоук                                                                                  | Номинация |
| «Выбор телевизионных критиков» | Лучшая мужская роль второго плана в мини-сериале или телефильме           | Давид Диггс                                                                                | Номинация |
| «Выбор телевизионных критиков» | Лучшая мужская роль второго плана в мини-сериале или телефильме           | Джошуа Калеб Джонсон                                                                       | Номинация |
| «Спутник»                      | Лучший мини-сериал или телефильм                                          |                                                                                            | Победа    |
| «Спутник»                      | Лучшая мужская роль — мини-сериал или телефильм                           | Итан Хоук                                                                                  | Победа    |
| «Спутник»                      | Лучшая мужская роль второго плана — мини-сериал, телесериал или телефильм | Джошуа Калеб Джонсон                                                                       | Номинация |
| «Спутник»                      | Лучший актёрский состав в телесериале                                     |                                                                                            | Победа    |
| Премия Гильдии киноактёров США | Лучшая мужская роль в мини-сериале или телефильме                         | Итан Хоук                                                                                  | Номинация |
| Премия Гильдии сценаристов США | Лучший адаптированный сценарий мини-сериала                               | Джефф Августин, Итан Хоук, Эрика Л. Джонсон, Марк Ричард, Кристен Сэберр, Лорен Сигнориньо | Номинация |